# العنبة (تريم)
'

تعديل مصدري - تعديل

العنبة هي إحدى قرى عزلة تريم بمديرية تريم التابعة لمحافظة حضرموت، بلغ تعداد سكانها 180 نسمة حسب تعداد اليمن لعام 2004.